# Erik Ulfenberg
Erik Otto Ulfenberg, född 27 december 1896 i Forshaga, Värmland, död 24 januari 1977 i Karlstad, var en svensk kantor, författare och målare.
Han var son till lantbrukaren Erik Gustaf Eriksson och Betty Larsdotter och mellan 1940 och 1945 gift med Anna-Lisa Nyrin. Ulfenberg arbetade som kantor i Alster i Värmland 1923–1953. Därefter var han verksam som journalist, författare och målare. Han gjorde långvariga resor i alla fem världsdelarna som resulterade i reportage i dagspressen, böcker och målningar. Han studerade konst vid Fria konstskolan i Helsingfors 1936 och vid Grünewalds målarskola 1944 samt krokistudier under upprepade besök vid Académie Colarossi i Paris. Separat ställde han bland annat ut i Karlstad och Karlskoga och han medverkade i Värmlands konstförenings höstutställningar på Värmlands museum. Hans konst består av stilleben, porträtt och landskapsskildringar utförda i olja.